# Île d'Al Golette
L'île d'Al Golette est une île belge, située sur la Meuse à proximité de Bouvignes (Dinant). D'une longueur de plus de 800 m et d'une largeur ne dépassant pas 100 m, elle couvre une superficie de 4 ha. Si l'île est peu intéressante en été, car couverte d'orties, au printemps par contre, de nombreuses anémones fausse-renoncule y fleurissent.